# 小手山雅
小手山 雅（こてやま みやび、1976年1月19日 - ）は、日本の俳優。熊本県出身。所属事務所はオフィスMORIMOTO。

## 人物
- 身長：168cm[2]、体重 : 72kg[2]。
- 特技：殺陣初段、麻雀、前歯四本着脱[2]。
- 『日本統一』の撮影の休憩時間は常に歌っており、川上章介を癒している[3]。
- 『日本統一』で共演している川崎健太は小手山の家の近くに住んでおりよく遊びに来る仲で[4]、新年会をしたり[5]、徹夜で2人で桃鉄をすることがある[4]。
- 2022年9月21日、秋元康プロデュース シングルCD 山崎一門「男の貧乏くじ」をリリースし、歌手デビュー[6]。

## 出演

### テレビドラマ
- NHK連続テレビ小説 天うらら（1998年 NHK）
- マッチポイント!（2000年 NHK）
- サンシャイン デイズ（2007年 テレビ神奈川）
- スシ王子（2007年 テレビ朝日）
- 温泉 (秘) 大作戦7「秘境の一軒宿と合掌造り 氷見の寒ブリ食べつくし!連続殺人に巻き込まれた師弟愛の悲劇!」（2009年2月21日 テレビ朝日）
- 警部補 矢部謙三 最終話（2010年5月14日、テレビ朝日）
- イロドリヒムラ 5-9話（2012年 TBS） - 服が焼けた男性（霊）
- 大天才てれびくん ドラまちがい「13番ロッジの金曜日」（2013年 NHK）
- ヤメゴク〜ヤクザやめて頂きます〜（2015年 TBS）
- 闇金ウシジマくん Season3 第1話（2016年7月17日 TBS）
- HiGH & LOW SEASON 2 第1話（2016年 日本テレビ）
- OLですが、キャバ嬢はじめました 第2出勤「キターヽ(´∀｀*)ﾉ初めてのご指名」（2016年6月27日 TBS）
- 侠飯 第7話「心に沁みる侠のしょうが焼き」（2016年9月3日 テレビ東京）
- ダメ父ちゃん、ヒーローになる!（2016年 テレビ東京）
- 釣りバカ日誌〜新入社員 浜崎伝助〜 第1話（2016年 テレビ東京）
- 世にも奇妙な物語 ’16〜秋の特別編「車中の出来事」（2016年10月13日 フジテレビ）
- 視覚探偵 日暮旅人（2017年 日本テレビ）
- 今野敏サスペンス 警視庁東京湾臨海署〜安積班（2017年 TBS） - 銀星会幹部 伊丹銀次
- 世にも奇妙な物語 ’17〜春の特別編「カメレオン俳優」（2017年4月29日 フジテレビ）
- 盗まれた顔（2018年 WOWOW）
- バカボンのパパよりバカなパパ（2018年 NHK）
- Jimmy〜アホみたいなホンマの話〜（2018年）
- SICK'S 〜内閣情報調査室特務事項専従係事件簿〜（2018年 TBS）
- 全裸監督（2019年 Netflix）
- ＃コールドゲーム（2021年 フジテレビ） - 暴力団の組員
- ハコヅメ〜たたかう！交番女子〜（2021年 日本テレビ） - 捜査二係 刑事 福島昭男
- NHK大河ドラマ 青天を衝け（2021年 NHK） - 利吉
- しもべえ 第8話（2022年3月25日） - 取り立て屋
- 王様戦隊キングオージャー 第16話（2023年6月18日） - 囚人
- Qrosの女 スクープという名の狂気 第2話（2024年10月14日、テレビ東京） - ロケバス運転手（情報屋） 役[7]

### 映画
- 捨て犬（2005年5月28日 浅生マサヒロ監督）
- ここにいる 廃墟都市伝説（2006年6月3日 橋口卓明監督） - 入院患者風の男
- フラガール（2006年9月23日 李相日監督）
- キトキト!（2007年3月17日 吉田康弘監督）
- パッチギ! LOVE&PEACE（2007年5月19日 井筒和幸監督）
- ひゃくはち（2008年8月9日 森義隆監督）
- 工業哀歌バレーボーイズ（2008年11月22日 高明監督）
- カムイ外伝（2009年9月19日 崔洋一監督）
- ボーイズ・オン・ザ・ラン（2010年1月30日 三浦大輔監督）
- 海の金魚（2010年4月10日 雑賀俊郎監督）
- ヒーローショー（2010年5月29日 井筒和幸監督）
- 麻雀飛翔伝 哭きの竜 外伝1（2011年7月16日公開）
- 荒川アンダーザブリッジ（2012年2月4日 飯塚健監督）
- 砂をつかんで立ち上がれ（2013年8月3日 藤澤浩和監督）
- 猫侍（2014年3月1日 山口義高監督）
- メタルカ（2014年5月17日 内田英治監督）
- 人生サイコウ!（2014年3月 藤澤浩和監督）
- 大人ドロップ（2014年4月4日 飯塚健監督）
- ガチバン NEW GENERATION（2015年1月31日） - リキ
- 木屋町DARUMA（2015年10月3日 榊英雄監督）
- 愛を積むひと（2015年6月20日 朝原雄三監督）
- 太陽（2016年 入江悠監督）
- 覇王Ⅰ〜凶血の系譜（2016年 小沢和義監督） - 難波会松浪組大久保聖人の客
- 任侠学園（2018年 木村ひさし監督）
- ノーマーク爆牌党（2018年 富澤昭文監督）
- 麻雀覇道伝説 天牌外伝1（2018年） - 秋本（佐々木の弟分）
- 無頼（2020年）
- ダイダラトレイラー（楽屋フィルムズ）[8]
- 劇場版 山崎一門〜日本統一〜（2022年9月23日公開[9]）[10] - 三代目侠和会三代目川谷組若頭 悠成会会長 大成虎雄
- 近江商人、走る！（2022年12月30日公開）

### Vシネマ
- 民事介入暴力 非合法領域3（2004年）
- 実録・ぼったくり 風営法全史（2005年） - 会員制クラブ「ボルール」店長 ナガシマ
- 高レート裏麻雀列伝 むこうぶち5 氷の男（2008年） - マンション麻雀の客
- 高レート裏麻雀列伝 むこうぶち6 女衒打ち（2009年） - マンション麻雀の客
- 極道刑務所（2014年） - 極海島刑務所 刑務官（貴崎組組員）
- 極サギ4（2015年） - アパート「芙蓉壮」住人 ヨシムラ
- 制覇1・2・3（2015年） - 東瀛会若頭 中森竜士
- 裏社会の男たち1・2・3（2015年 - 2016年）
- 九州極道戦争（2016年） - 九州齋藤組佐山組組員
- 日本統一15-（2016年2月-） - 侠和会三代目川谷組若頭 悠成会会長 大成虎雄
- 欲望の代償（2016年） - 関東侠仁会岡島会森興業組長
- YOKOHAMA BLACK1（2016年） - 瀬戸興業（名神会系のフロント企業）
- 制覇13（2017年） - 天満組組員 山崎康之
- 疵と掟3・4（2019年） - 安西組組員 平山謙太（川部暁の手下）
- 組長への道　餓鬼極道3（2019年） - 三東会緒方組組員 ヤナギ
- 織田同志会 織田征仁 1・2・3（2020年） - 金狼会組員 山口
- 日本統一外伝〜山崎一門〜1-6（2020年-2022年） - 三代目侠和会三代目川谷組若頭 悠成会会長 大成虎雄
- 日本統一外伝 田村悠人（2021年） - 三代目侠和会三代目川谷組若頭 悠成会会長 大成虎雄

### 配信
- J:COMプレミアチャンネル独占先行配信 闇の法執行人 第1話「過払い金請求のカラクリを探れ！」（2017年6月10日） - 過払い金請求の客
- Netflixドラマ「Jimmy」（2018年）

### 舞台
- オペラ忠臣蔵（1997年）

### バラエティ
- ブラマヨ×業界神セブン（2023年） - 神3（Vシネ界の死体役キング）

## CD
シングル
- 山崎一門「男の貧乏くじ」（2022年9月21日、キングレコード）秋元康プロデュース[6]